# L'Histoire du gauchito volant
Pour plus de détails, voir Fiche technique et Distribution.
L'Histoire du gauchito volant (titre original : The Flying Gauchito) est un court métrage d'animation américain réalisé par Jack Kinney et produit par les studios Disney, sorti initialement au Mexique le 21 décembre 1944, comme une séquence du film Les Trois Caballeros,, puis ressorti seul le 15 juillet 1955.

## Synopsis
L'histoire d'un âne volant entraîné par un jeune garçon pour des compétitions de course...

## Fiche technique
- Titre original : The Flying Gauchito
- Titre français : L'Histoire du gauchito volant
- Réalisateur : Jack Kinney
- Producteur : Walt Disney
- Production : Walt Disney Pictures
- Distributeur : RKO Radio Pictures
- Pays d'origine:  États-Unis
- Langue : (en)
- Format d'image : Couleur (Technicolor) - Son : Mono
- Durée : 8 min[2]
- Date de sortie :
  -  Mexique Dans Les Trois Caballeros : 21 décembre 1944
  -  États-Unis Seul[3] : 15 juillet 1955

## Voix françaises

### 1erdoublage (1948)
- Fernand Rauzena : le narrateur

### 2edoublage (1991)
- Jean-Henri Chambois : le narrateur